# Cybi de Cornualla
Cybi (en gal·lès) o Cuby (en còrnic) (Cornualla, ca. 483 - Caergybi, 8 de novembre del 555) visqué a Gal·les al segle vi, va ser un bisbe i, breument rei, que residí principalment al nord de Gal·les. Els seus fets s'expliquen en versions lleugerament diferents en dues hagiografies medievals. És venerat com a sant per diverses confessions cristianes.

## Biografia

### Vida a Cornualla
Se'l suposa nascut als voltants de l'any 483. D'acord amb la Vita Sanctii Kebii (del segle XII), el sant fou fill de Salomó de Cornualla, un príncep guerrer que es creu que va ser rei de Cornualla. A Bonedd y Saint (Genealogies dels Sants), el seu pare és anomenat en la forma gal·lesa del nom, Selyf. Cybi va ser educat en el cristianisme celta i, en la seva joventut, pelegrinà a Roma i Jerusalem. Fou ordenat sacerdot i bisbe, però quan tornà a casa descobrí que son pare era mort i que ell havia esdevingut rei de Cornualla. Cybi abdicà el tro i començà a viatjar pel regne, predicant i construint esglésies a Duloe, Tregony, Cubert i Landulph.

### Vida a Gal·les
Posteriorment es traslladà al sud de Gal·les, i fundà esglésies a Llangybi-ar-Wysg, vora Caerllion, i a Llanddyfrwyr-yn-Edeligion, abans de passar una temporada amb Sant Enda a l'illa d'Aran, a l'oest d'Irlanda. Viatjà al nord de Gal·les i s'establí un temps a Llangybi, a la península de Llŷn. El rei Maelgwn Hir ap Cadwallon li feu donació d'un vell fort romà en una illa a l'oest d'Ynis Môn (l'illa d'Anglesey en la forma anglesa); d'aleshores endavant, el fort rebé el nom gal·lès de Caergybi, el "Fort d'en Cybi", i l'illa on era situat esdevingué Ynys Gybi, l'Illa d'en Cybi. El Sant hi fundà un gran monestir. Anys a venir, en el lloc on era aquest s'hi bastí l'església parroquial, i al seu voltant es formà un poble que en l'actualitat té més de 10.000 habitants (Caergybi, Holyhead en anglès).
En Cybi fou un gran amic de Sant Seiriol. La llegenda conta que els seus viatges per veure'l eren sempre cara al sol, i el rostre bronzejat que adquirí va fer que hom l'anomenés Cybi Felyn, Cybi el Bronzejat. Està referenciada la presència del sant al sínode de Llanddewi Brefi del 545.
Cybi morí el 8 de novembre del 555 i va ser enterrat a la Capel y Bedd (Capella de la Tomba) del seu monestir. L'església en celebra la festa el 8 de novembre (el 13 d'agost a Cornualla).